# Jaymala Shiledar
Jaymala Shiledar (Indore, 21 de agosto de 1926-Pune, 8 de agosto de 2013) fue una actriz de teatro y cantante clásica hindú de la India. Apareció en muchos sangeet nataks (drama musical) donde interpretó varios papeles. Además de cantar para los papeles que interpretaba, también compuso música para algunos.  En su carrera de más de 50 años, apareció en más de 4500 espectáculos.  Estaba casada con el cantante y actor Jayram Shiledar, junto con quien estableció una producción denominada "Marathi Rangabhoomi". A la pareja se le atribuye la renovación de la industria musical marathi.  Recibió el premio Padma Shri en 2013.

## Carrera
Shiledar comenzó su carrera en la actuación y la música con su primera actuación teatral en 1942 en la obra marathi Veshantar. En 1945, interpretó el papel principal de Sharada en el sangeet natak Sangeet Sharada junto a Bal Gandharva. Gandharva había interpretado el papel antes, cuando los hombres también desempeñaban papeles femeninos.  Protegida de Bal Gandharva, Shiledar fue una artista reconocida y dibujó una casa llena por sus actuaciones.  Jaymala hizo su debut en el teatro Marathi a la edad de 16 años y actuó en más de 50 obras a lo largo de su vida.  Ella realizó más de 52 roles diferentes en 46 dramas en su carrera.

### Trabajos selectos
- Sangeet Sharada como Sharada en 1945
- Maan apmaan
- Sanshaykallol
- Sangeet Saubhadra como Subhadra
- Ekach Pyala

## Premios
En 2006, recibió el Premio Lata Mangeshkar, instituido por el Gobierno de Maharashtra.  Fue conferida con el Padma Shri en 2013. En ese momento, ella había dicho del honor: "No fue un reconocimiento individual, sino el del teatro musical marathi. Estoy abrumada por el honor. Es el reconocimiento de mi contribución al teatro y me siento feliz porque el reconocimiento proviene del Gobierno de la Unión. Considero que esto es un reconocimiento nacional del teatro marathi".

## Vida personal
Shiledar nació en Pramila Jadhav el 21 de agosto de 1926 en Indore , entonces parte de la Agencia de India Central pero ahora en el estado de Madhya Pradesh en India. Se casó con su coactor y cantante Jayram Shiledar, en Shriram Temple en Soyagaon Village, estado de Aurangabad Distrct (Maharastra), el 23 de enero de 1950 y cambió su nombre a Jaymala Shiledar. Juntos tenían cinco hijas, de las cuales Kirti y Lata también están activas en el teatro Marathi. En 2000, se sometió a una cirugía cardíaca de derivación y usó un marcapasos . Después de estas operaciones, a ella no le fue posible cantar o incluso hablar por mucho tiempo.  Sufrió insuficiencia renal y síntomas de insuficiencia cardíaca en Pune después de una enfermedad prolongada y murió el 8 de agosto de 2013. Una gran cantidad de personas relacionadas con el teatro y otros campos le rindieron homenajes en Bharat Natya Mandir y Tilak Smarak Mandir donde se guardaron sus restos mortales.